# Тропа Грина
Тропа Гри́на — пешеходная дорога в Крыму, короткий путь от города Старый Крым до посёлка Коктебель.

## История

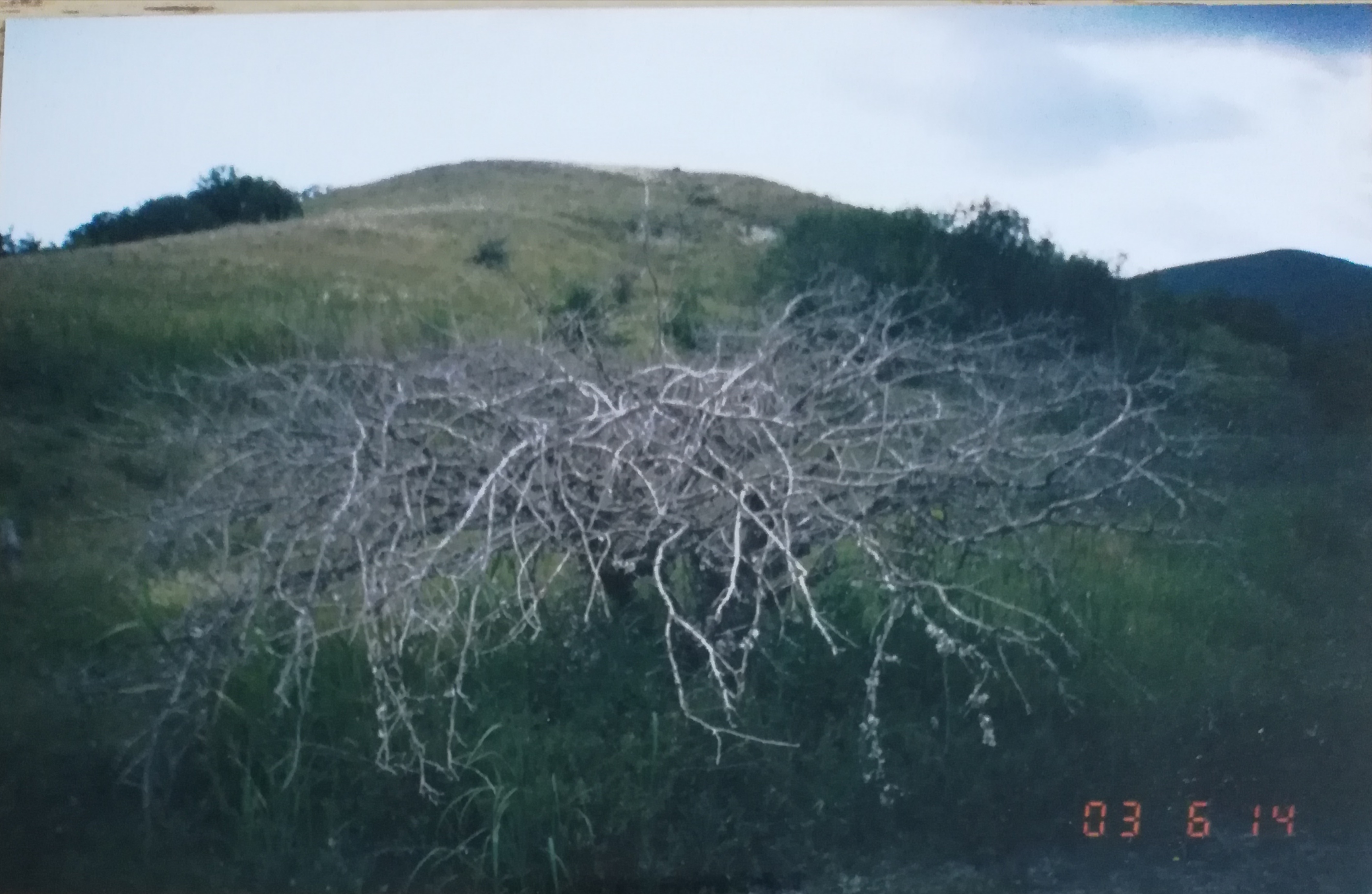
Высохшее дерево на берегу высохшего водоема

Старая земская дорога, местами сохранившая мощение. Названа по имени писателя Александра Грина, который переселившись в Старый Крым, и, вероятно, уже страдая раком на поздних стадиях, единственный раз воспользовался тропой, проходя по ней из Старого Крыма в Коктебель в гости к поэту Максимилиану Волошину. Он оставил своё описание дороги:

…Я шёл через Амеретскую долину, диким и живописным путём, но есть что-то недоброе, злое в здешних горах — отравленная пустынная красота. Я вышел на многоверстное сухое болото; под растрескавшейся почвой кричали лягушки; тропа шла вдоль глубокого каньона с отвесными стенами. Духи гор показывались то в виде камня странной формы, то деревом, то рисунком тропы. Назад я вернулся по шоссе, сделав 31 версту— Из письма А. С. Грина писателю И. А. Новикову
В путеводителе 1901 года указана как проезжая для экипажей. Этой дорогой проезжал А. С. Грибоедов в 1825 году.

## Современность
В настоящее время в значительной мере тропа проходит по горным лесам и пользуется популярностью среди туристов. В Старом Крыму начинается на Поляне Десантников и следует по балке Османов Яр (назван по легендарному разбойнику Осману, якобы обитавшему в здешних местах), оставляя с северной стороны горы Козья (высота 391 м), Сарытлык (высота 445 м), а с юга горы Скалки и Кара-Бурун (высота 587 м). Пройдя по верхнему краю Арматлукской долины (в годы Великой Отечественной войны греческая деревня Армутлук была уничтожена), с солончаками, голыми холмами (бедлендами), тропа направляется к отрогам Кара-Дага, восточнее гор Отлу-Кая (276 м, называется также Дырявой) и Матрач-Оба и западнее горы Татар-Хабурга и выходит на шоссе Щебетовка-Коктебель (Автодорога Р-29).
Тропа пересекает небольшие речки Мартыг-Дере, Бака-Таш, Чурук-Су. Между двумя первыми находится археологический памятник XIII—XIV веков.
В Арматлукской долине можно встретить редкие сорта орхидей.
За шоссе в узком ущелье находится самый крупный карстовый источник Кара-Дага — Лягушка, у собирающего воду резервуара сохранилась табличка «Сооружено 1908 7». 
Приблизительная длина маршрута более 15 километров.

## Новая тропа Грина
Уходит влево от старой земской дороги по выходе из Арматлукской долины в сторону Коктебеля, обходит слева гору Татар-Хабурга и, затем, также слева гору Верблюд.